# Resasti foksterier
Resasti foksterier je pasma psov, ki potrebuje veliko gibanja in dolge sprehode. Dlako je treba redno negovati in striči.

## Zgodovina
Po vsej verjetnosti so se  foksterierji razvili iz psov, ki so jih v 19. stoletju uporabljali za lov na lisice. Nekatere so križali z resastim terierjem in dobili resastega foksterierja, druge so križali s starim angleškim belim terierjem in dobili kratkodlako obliko. Zgodnje križanje resastih in kratkodlakih psov je dodalo dlaki resastih še belo barvo. Po prvi svetovni vojni je postal resasti foxterier zelo moderen hišni in razstavni pes in je še dandanes priljubljen.

## Narava
Foksterierji so polni moči in imajo nezadržen lovski nagon, če pa smo z njimi dovolj odločni, so ljubeči in zaščitniški hišni psi.